# Jabegote
El jabegote, llamado también cante de los marengos, es uno de los palos del flamenco: en concreto, del grupo de los cantes malagueños. El jabegote procede del fandango, como todos los cantes flamencos de Málaga, y más concretamente de las bandolás o verdiales aflamencados. 
El origen del jabegote está en las canciones de los pescadores o marengos. Se trata de cantos de trabajo relacionados con las faenas en tierra firme, como son el repaso de redes y el embadurnado de pez. Jabegote es quien trabaja con la jábega, que es un tipo de red de pesca.
La característica esencial del cante llamado jabegote, que lo diferencia del resto de los fandangos malagueños, es que su tercer verso, llamado «verso valiente», se canta en tonos agudos muy altos.
Los principales intérpretes de este tipo antiguo de cantes abandolados fueron Juan Breva y el Niño de las Moras, que había sido jabegote en El Palo (Málaga).
En la actualidad, Miguel López Castro es un gran estudioso e intérprete de este tipo de cante.